# Vanessa-Mae
Vanessa-Mae (tên tiếng Hoa: 陈美 Chén Měi) (sinh ngày 27 tháng 10 năm 1978)  hay Vanessa-Mae Vanakorn Nicholson, là một nghệ sĩ violin người Anh với doanh số album đạt tới vài triệu bản, khiến cô trở thành nghệ sĩ giàu nhất Vương quốc Anh năm 2006. Cô thi đấu môn trượt tuyết trên núi cao tại Thế vận hội mùa đông 2014 dưới cái tên Vanessa Vanakorn (họ của cha) cho đội tuyển Thái Lan. Ban đầu, cô bị cấm trượt tuyết vì những cáo buộc nhận hối lộ, tuy nhiên Hội đồng trọng tài sau đó đã bác bỏ lệnh cấm do thiếu bằng chứng về sự lôi kéo cá nhân cùng những hành vi sai trái của cô.

## Thời niên thiếu
Vanessa Mae sinh ngày 27 tháng 10 năm 1978 tại Singapore, mẹ cô tên là Pamela Soei Luang Tan, người Singapore, cha là Vorapong Vanakorn, người Thái Lan. Vào năm 4 tuổi, cô được một người Anh nhận nuôi và chuyển đến London, nơi cô bắt đầu chơi violin, trước đó là piano. Năm 8 tuổi, Vanessa trải qua một giai đoạn học tập chuyên sâu với Giáo sư Lin Yao Ji tại Học viện Âm nhạc quốc gia Bắc Kinh. Vanessa sau đó trở lại London và theo học tại Đại học Âm nhạc Hoàng gia London.

## Sự nghiệp âm nhạc
Vào năm 13 tuổi, Vanessa Mae trở thành nghệ sĩ solo trẻ tuổi nhất thu âm cả hai bản hòa tấu violin của Beethoven và Tchaikovsky, theo Sách Kỷ Lục Guiness.
Album mang phong cách pop đầu tiên của cô, The violin Player, được phát hành vào năm 1995. Cô cũng xuất hiện trong một album của Janet Jackson vào năm 1997. Vanessa được mẹ quản lý cho đến khi cô sa thải bà vào năm 1999.
Vào tháng 4 năm 2006, Vanessa được tờ Sunday Times Rich List xếp hạng là nghệ sĩ trẻ giàu có nhất dưới 30 tuổi ở Anh năm đó, với khối tài sản ước tính khoảng 32 triệu bảng Anh.

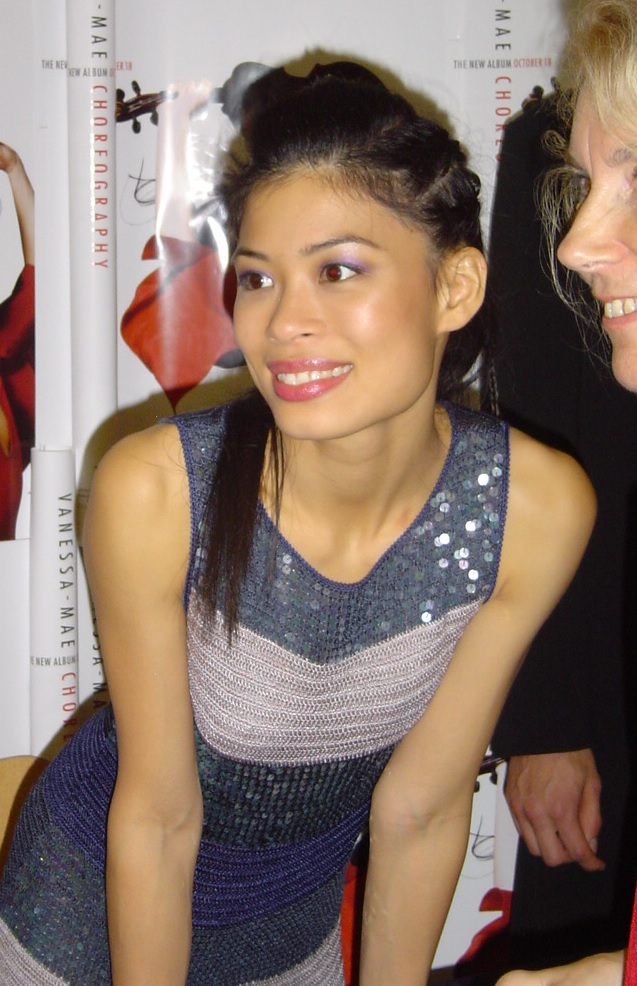
Vanessa vào năm 2004

### Tranh cãi về nhân quyền
Trong tháng 10 năm 2011, Vanessa Mae tham dự tiệc sinh nhật của lãnh đạo Chechnya Ramzan Kadyrov cùng với một số người nổi tiếng khác, "trình diễn bản nhạc 'Four Seasons' của Vivaldi một cách vô cùng máy móc, thiếu sáng tạo", theo The Moscow Times  và nhận được 500.000 đô la cho buổi trình diễn ấy. Khi được hỏi tiền đến từ đâu, Kadyrov trả lời " thánh Allah đã đưa cho tôi". Các tổ chức nhân quyền đã chỉ trích cô và những người nổi tiếng tham dự sự kiện này.

### Quá trình sáng tác
Vanessa thỉnh thoảng ghi lại các tác phẩm của mình. Album China Girl: The Classical Album 2 sáng tác năm 1997 bao gồm hai tác phẩm: Violin Fantasy trên Puccini 'Turandot' và Reunification Overture (khúc dạo đầu hợp nhất), đánh dấu sự thống nhất của Trung Quốc và Hồng Kông.
Năm 2017, ClassicFM đã tổng hợp một danh sách 300 album nhạc cổ điển bán chạy nhất trong 25 năm trở lại đây. Và Vanessa Mae có tới ba album. Album nhạc Cổ điển I xếp thứ 244, Storm hạng 135 và album đầu tay của cô, The Violin Player xếp hạng 76. Trang web xác nhận rằng tổng doanh số bán album đã đưa cô trở thành nghệ sĩ violin độc tấu bán chạy nhất trong bảng xếp hạng này.

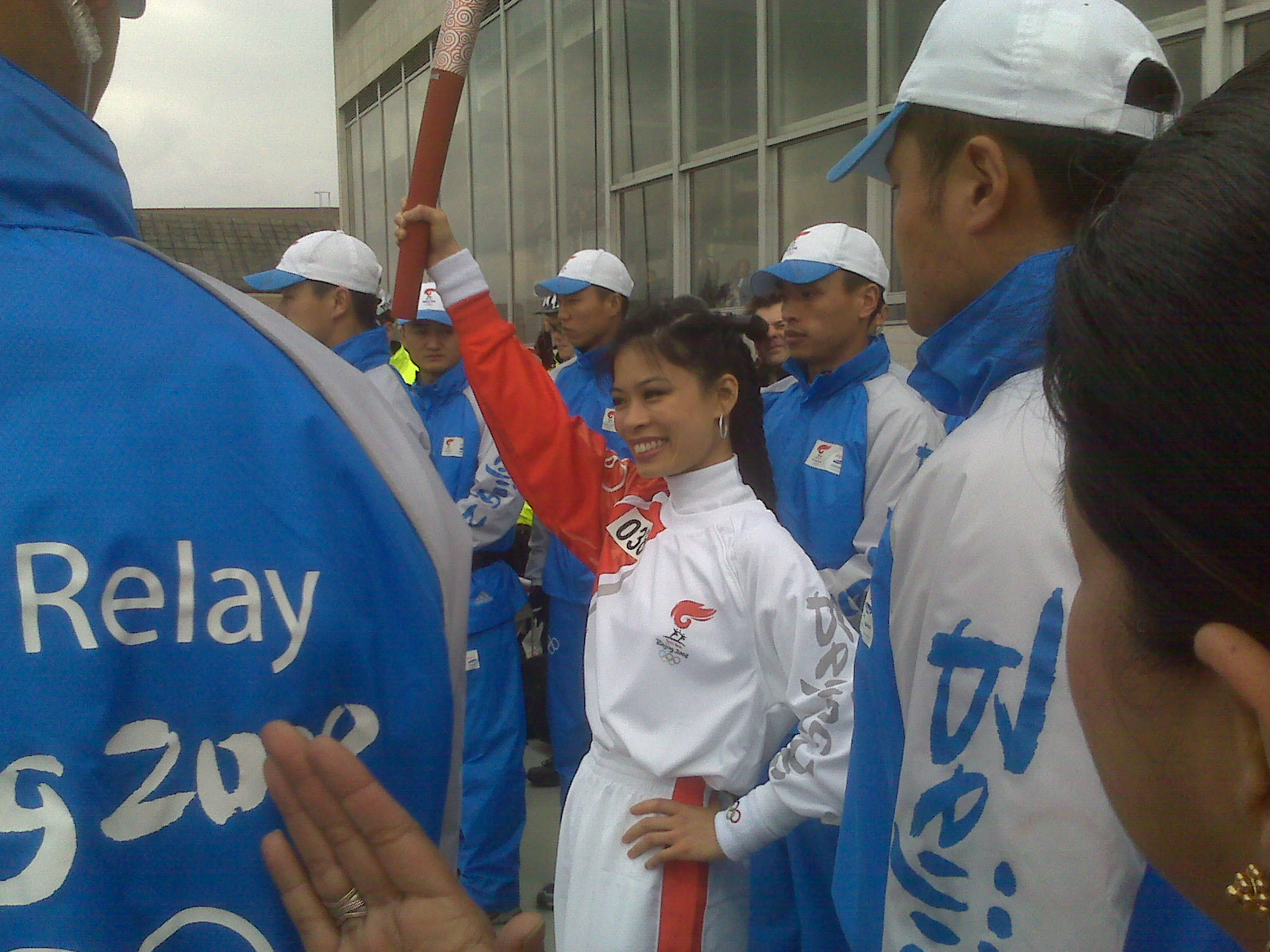
Vanessa-Mae tại Trung tâm Southbank, Luân Đôn, Anh, mang theo ngọn đuốc Olympic, tháng 4 năm 2008.

## Cuộc sống cá nhân
Bạn trai lâu năm của Vanessa Mae là chuyên gia rượu vang người Pháp Lionel Catelan. Cô đồng thời cũng bày tỏ sự thiếu nồng nàn trong tình yêu: "Bạn chẳng cần tới một chiếc nhẫn để nói yêu".

## Diễn xuất
- Live at the Royal Albert Hall, The Red Hot Tour (1995) (phim tài liệu về hòa nhạc)
- The Fantasy Fantasy (1998)
- Arabian Nights (2000)
- The Making of Me (2008) (đóng vai chính trong tập 3)